# Canton de Bègles
Le canton de Bègles est une ancienne division administrative française située dans le département de la Gironde et la région Aquitaine.

## Géographie
Ce canton était organisé autour de Bègles dans l'arrondissement de Bordeaux. Son altitude variait de 3 m (Bègles) à 18 m (Bègles) pour une altitude moyenne de 8 m.

## Histoire
Le canton de Bègles a été créé en 1973 (décret du 13 juillet 1973), en récupérant la commune de Bègles qui faisait auparavant partie du Canton de Bordeaux-6.

## Composition
Le canton de Bègles comportait une seule commune et comptait 24 913 habitants (population municipale) au 1er janvier 2010.
| Nom    | Code Insee | Intercommunalité   | Superficie (km2) | Population (dernière pop. légale) | Densité (hab./km2) |
| ------ | ---------- | ------------------ | ---------------- | --------------------------------- | ------------------ |
| Bègles | 33039      | Bordeaux Métropole | 9,96             | 26 437 (2014)                     | 2 654              |

## Administration
| Période | Période | Identité           | Étiquette | Qualité |
| ------- | ------- | ------------------ | --------- | --- |
| 1973    | 1985    | Claude Scipion     | PCF       | Cadre à la SEITA Ancien conseiller général du canton de Bordeaux-6 Adjoint au maire de Bègles Vice-président du Conseil général |
| 1985    | 2015    | Jean-Jacques Paris | PCF       | Postier, syndicaliste Conseiller municipal de Bègles (1989-2011) Vice-président du Conseil général                              |

## Démographie
| 1975   | 1982   | 1990   | 1999   | 2006   | 2011   | 2012   |
| ------ | ------ | ------ | ------ | ------ | ------ | ------ |
| 25 680 | 23 318 | 22 604 | 22 475 | 24 417 | 25 119 | 25 380 |